# Оперативно-тактичне угруповання «Херсон»
Оперативно-тактичне угруповання «Херсон» (ОТУ «Херсон») — тимчасове об'єднання Сил оборони України та район його дій в рамках російсько-української війни.

## Історія
Створено у 2022 році як ОУВ «Херсон» після переформатування ОСУВ «Херсон» в ОСУВ «Таврія». Зона відповідальності — правобережжя Херсонщини. Командувачем ОУВ став бригадний генерал Михайло Драпатий.
Станом на лютий 2023 року перебувало у складі ОСУВ «Одеса».
Спільно з Херсонською та Миколаївською обласними військовими адміністраціями керівництво ОУВ запроваджувало заборону судноплавства у зазначених областях з метою його безпеки та мінімізації ризику диверсійних та терористичних загроз у внутрішніх водах України в умовах воєнного стану.
10 лютого 2024 року Михайло Драпатий був звільнений з посади командувача ОУВ та призначений заступниом начальника Генштабу ЗСУ. Новим командувачем ОУВ призначено полковника Віктора Солімчука.
Згодом[коли?] командувача Віктора Солімчука було звільнено та через деякий час призначено на посаду начальника штабу ОТУ «Харків».
У 2024 ОУВ «Херсон» було переформатовано у ОТУ «Херсон».

## Командування
- 2022—10.02.2024: бригадний генерал Михайло Драпатий
- 2024: полковник Віктор Солімчук
- з 2024: генерал-майор Делятицький Дмитро Євгенович